# ジェフ・バーグランド
ジェフ・バーグランド（Jeffrey L. Berglund、1949年4月6日 - ）は、日本の著作家、タレント。財団法人大阪21世紀協会企画委員。映画英語教育学会(ATEM)特別顧問。京都外国語大学国際貢献学部・グローバル観光学科教授。既婚、3男あり。182cm。

## 来歴・人物
アメリカ合衆国サウスダコタ州出身。1966年にミネソタ州カールトン・カレッジに入学、 宗教学を専攻。
その後1969年に同志社大学に留学。1970年カールトン大学卒業を経て9月から同志社高等学校に就職、1992年大手前女子大学教授に就任。1998年帝塚山学院大学人間文化学部教授に就任。2008年京都外国語大学外国語学部教授に就任。
京都の鴨川沿いにある町家（元旅館）に居を構えていて、自宅で英語教室（ジェフバーグランド 英会話教室）を開いている。1972年に見合い結婚した日本人女性との間に3人の息子がいる。
趣味は尺八、囲碁、少林寺拳法、テニス、読書。
2007年6月29日深夜放送の「ごぶごぶ」（毎日放送）の京都鴨川ロケに自転車姿で出演。
〒604-0923 京都府京都市中京区上樵木町501に「ジェフの英語塾」がある。

## 著書
- 『日本から文化力―異文化コミュニケーションのすすめ』 現代書館　2003年 ISBN 4-7684-6868-3
- 『さくらんぼに見えた梅干し―日本人、なに考えてんねん』青心社 1995年 ISBN 4-87892-083-1
- 『古都殺人まんだら』光文社 1994年 ISBN 4-334-07121-X - 長編推理小説

## 出演

### レギュラー番組
- ムーブ!（朝日放送、2009年3月6日の番組終了に伴い、2月27日が最後の出演となった）
- サタデーふぅ（KBS京都）
- 桑原征平のおもしろ京都検定（KBS京都）
- 吉田照美 ソコダイジナトコ（文化放送）
- ぼくのにっぽん (びわ湖放送)
- 羽田美智子の京都専科（KBS京都）- ナレーション
- JEFF@KYOTO おもてなし京都案内（KBS京都）
- ジェフ・バーグランドの知らんけど… （ラジオ大阪、「全力！らじお女子☆彡」[2]内コーナー）

### 過去の出演番組
- 世界まるごとHOWマッチ(毎日放送)
- 京コトはじめ（NHK総合、「町家を支える 古材の文化」2024年1月12日）
- 痛快!エブリデイ（関西テレビ、月曜日「男がしゃべりでどこが悪いねん!」に準レギュラーとして）
- 板東・八方ヨジキンTV（関西テレビ）
- おおきに!ジェフ・バーグランドです（毎日放送ラジオ）
- おはよう朝日です（朝日放送）
- ミュージックステーション（KBS京都ラジオ）
- 京都大好きラジオ（KBS京都ラジオ、1995年4月から2001年3月まで）
- クイズ歴史紀行（NHK BS2）
- 元気です 北海道（NHK札幌放送局、北海道ローカルでの放送 三笑亭夢之助に代わる2代目司会者として）
- きらっといきる（NHK教育テレビ）
- 勝海舟（1990年日本テレビ年末時代劇スペシャル、アーネスト・サトウ役）

他多数
- ニュースONステージ（奈良テレビ）

### CM
- 神明「あかふじ米」（1996年）デーブ・スペクターと共演

### 映画
- ゴジラvsキングギドラ（1991年、アメリカ海軍副官役）[1]